# Wa-16
Wa-16 — тральщик Імперського флоту Японії, який взяв участь у Другій світовій війні.
Корабель, який належав до допоміжних тральщиків типу Wa-1, спорудили у 1943 році на верфі компанії Sanoyasu Dock.
З березня 1943-го Wa-16 належав до військово-морського округу Чженхай, який відповідав за операції в північнокитайських та корейських водах. До лютого 1944-го він ніс патрульну та ескортну службу з базуванням на порт Чженхай, а далі виконував завдання з південнокорейського порту Мокпо.
Оскільки корабель діяв у віддаленому від місяця основних бойових дій районі, він зміг дочекатись капітуляції Японії 15 серпня 1945-го та в листопаді 1947-го був переданий Великій Британії.